# Pomacentrus taeniometopon
Pomacentrus taeniometopon là một loài cá biển thuộc chi Pomacentrus trong họ Cá thia. Loài này được mô tả lần đầu tiên vào năm 1852.

## Từ nguyên
Từ định danh được ghép bởi hai âm tiết trong tiếng Hy Lạp cổ đại: taenio (tainía, "dải băng") và metopon (métōpon, "trán"), hàm ý đề cập đến hai dải màu xanh lam mảnh từ mõm ngược lên trên trán, đến sau vây lưng.

## Phạm vi phân bố và môi trường sống
Từ quần đảo Ryukyu (Nhật Bản), phạm vi của P. taeniometopon trải dài đến vùng biển các nước Đông Nam Á, mở rộng đến các đảo quốc thuộc Melanesia ở phía đông, xa về phía nam đến vùng đông bắc Úc. Tại Việt Nam, loài này được biết đến tại Côn Đảo và quần đảo Trường Sa.
P. taeniometopon là loài duy nhất trong chi, và cũng là một trong bốn loài cá thia (ba loài còn lại là Neopomacentrus taeniurus, Neopomacentrus aquadulcis và Stegastes otophorus) mà có thể sống được cả ở môi trường nước lợ lẫn nước ngọt. Loài này được tìm thấy gần những rạn san hô ngoài biển khơi (thường là các cụm san hô mềm), trong đầm phá, vùng rừng ngập mặn hay các con suối ở độ sâu đến 8 m.

## Mô tả
Chiều dài lớn nhất được ghi nhận ở P. taeniometopon là 12 cm.
Số gai ở vây lưng: 13; Số tia vây ở vây lưng: 13–14; Số gai ở vây hậu môn: 2; Số tia vây ở vây hậu môn: 13–14; Số gai ở vây bụng: 1; Số tia vây ở vây bụng: 5.

## Sinh thái học
Thức ăn của P. taeniometopon bao gồm tảo và các loài động vật phù du. Cá đực có tập tính bảo vệ và chăm sóc trứng.